# ヤネス・ヤンシャ
ヤネス・ヤンシャ（Janez Janša、1958年9月17日 - ）は、スロベニアの政治家。同国首相を3期（第6・8・12代）務めた。スロベニア民主党党首（1993年より）。

## 来歴

### ユーゴスラビア時代
ヤンシャは1982年にリュブリャナ大学の防衛学科を卒業し、スロベニア社会主義共和国（当時）の防衛局の研修員となる。また若年期にはスロベニア共産主義者同盟に入り、青年部門を指導する立場に就く。このほかスロベニア社会主義青年同盟 (ZSMS) の基本人民防衛・社会自衛委員会の委員長も務める。ところが1983年、ユーゴスラビア人民軍の本質的な部分に対する反体制的な論文を発表した。1980年代後半にスロベニアで民主体制への変革が始まり、次第に言論の自由に対する規制が撤廃されるようになると、ヤンシャはユーゴスラビア人民軍を批判する論文を独立系の雑誌 Mladina で発するようになる。このため、ヤンシャは1984年に先述の委員長職の再選を阻まれ、1985年にはヤンシャのパスポートが没収される。ヤンシャは、その翌年から250を超える求職活動をしてきたが採用には至らず、また自身の論文の出版もできなくなったと述べている。この時期、ヤンシャはコンピュータプログラム作成や登山ガイドで収入を得ていた。その後の自由化で1986年には Journal for the Criticism of Science の事務の職を得て、のちには再び Mladina 上で論文の発表を再開することができるようになった。1988年5月30日、ヤンシャは Mladina の3人の記者とユーゴスラビア軍の士官イヴァン・ボルシュトネルとともに逮捕される。5人は軍事法廷で軍機を暴露したとされ、懲役刑が科せられた。この裁判は非公開で行われ、また被告には代理人がつけられず、さらにはスロベニア語ではなく、ユーゴスラビア軍で公式に使用されていたセルビア・クロアチア語で行われた。ヤンシャは18か月間の懲役に処せられ、当初はドブの凶悪犯罪者用の刑務所に収監されていたが、大衆の抗議を受けてイグの開かれた刑務所に移された。この事件は逮捕された4人の名前の頭文字をとってJBTZ裁判と呼ばれ、これが大衆の政権への抵抗運動の引き金となり、「スロベニアの春」とされる民主化への過程の始点となった。ヤンシャは収監から6か月後に釈放され、1990年5月の選挙までスロベニア語の政治週刊誌 Demokracija の編集長を務めた。

### スロベニアの政治家として
1989年、ヤンシャは最初期の反体制派政党の1つであるスロベニア民主連合 (SDZ) の創設に携わり、初代副党首に就任、のちに党評議会の議長となる。1990年5月に最初の自由選挙が実施され、ヤンシャはロイゼ・ペテルレ内閣で国防相に任命され、在任中の1991年にはスロベニア独立戦争が起こっている。1992年にSDZが解散すると、ヤンシャは社会民主党（のちの民主党）に入党し、1994年5月まで国防相にとどまった。この年、当時の首相ヤネス・ドルノウシェクに、ヤンシャが軍部に文民司法を妨害させたとして国防相を解任される。この疑惑についてはその後の独立調査によってヤンシャの無実が証明されている。1993年5月、ヤンシャは前党首のヨージェ・プチュニークの支持を受けて社会民主党の党首に選出され、その後1995年、1999年、2001年に再任されている。
2000年には6月から11月にかけて、短命だった中道右派政権アンドレイ・バユク政権で再び国防相に任命される。在任中、ヤンシャは国軍に従軍牧師を置く制度を導入した。
2004年の民主党と、同党と協力関係にある会派が勝利したことを受けて、ヤンシャは大統領に就任していたヤネス・ドルノウシェクから2004年11月3日に新政権の発足を指示され、その6日後に国民議会において、全90票中57票の賛成を受けて首相に選出された。また新内閣についても同年12月3日に議会に承認されている。
ヤンシャはいくつか著書を出版しているが、なかでもよく知られている2冊に Premiki （「戦略」の意。1992年。のちに "The Making of the Slovenian State" という題で英語に翻訳されている）と、Okopi （「バリケード」の意。1994年）がある。これらのなかでヤンシャは、スロベニアが共産主義から議会制民主主義へ移行していくときの問題を、自身の観点から論じている。両著、とくに Okopi において、ヤンシャは当時大統領だったミラン・クーチャンについて、スロベニア共産党の最後の委員長時代に得た裏の影響力を行使して通常の政治を歪めていたと批判している。
2007年の大統領選挙で野党候補のダニロ・テュルクが圧勝したことを受けて、ヤンシャは2007年11月15日に政権に対する信任投票実施動議を提出する。その中で野党はスロベニアが欧州連合 (EU) の議長国を務めるあいだはそれに関する政策を妨害しないという政党間の協定がなされていたにもかかわらず、野党の批判により行政執行に支障が出ているとした。ヤンシャ政権は同月19日の信任投票で、51対33で議会の支持を得た。2008年11月に首相を退任。
2011年12月の総選挙でスロベニア民主党は第2党となり、2012年2月10日より2期目の首相を務めたが、2013年1月に汚職疑惑が発覚。これにより連立政権は崩壊し、2013年2月27日に不信任決議案が可決され、首相職を解任された。2018年6月3日の総選挙でスロベニア民主党が勝利したもののヤンシャの首相就任には反発が大きく、ボルト・パホル大統領からの首相候補指名も得られなかった。新首相にはマリヤン・シャレツが就任したが2020年1月に連立政権が崩壊し、同年2月26日、パホル大統領より新首相に指名され、3月3日に議会で賛成52、反対31、棄権1票の賛成多数で就任が承認され、7年ぶりに首相に三度登板することとなった。
2022年4月24日に執行された下院議会選挙でスロベニア民主党は27議席、連立相手の新スロベニアは8議席と前回より議席数は増やしたものの、中道左派新党の自由運動が41議席を獲得し第1党となり、ヤンシャは事実上敗北。報道の自由を脅かしたなどの批判を集めた結果となった。
- アメリカ合衆国大統領ジョージ・W・ブッシュと（2006年7月10日）
- ブルガリアのルミャナ・ジェレヴァ元外相と（2010年9月15日）
- ラトビアのクリシュヤーニス・カリンシュ首相と（2019年4月10日）
- 左からポーランドのヤロスワフ・カチンスキ元首相、チェコのペトル・フィアラ首相、ヤンシャ、ポーランドのマテウシュ・モラヴィエツキ首相、ウクライナのウォロディミル・ゼレンスキー大統領、同国のデニス・シュミハリ首相（2022年3月15日、キエフ）[11]

## 私生活
ヤンシャは妻シルヴァ・プレダリッチとの間に2人の子どもをもうけている。いっぽうで2006年の秋にヴェレニエ出身の女性医師との不倫が暴露された。ヤンシャはウィーン国立歌劇場などの公共の場でこの女医と一緒にいるところが目撃されている。